# 後格拉斯爾峰

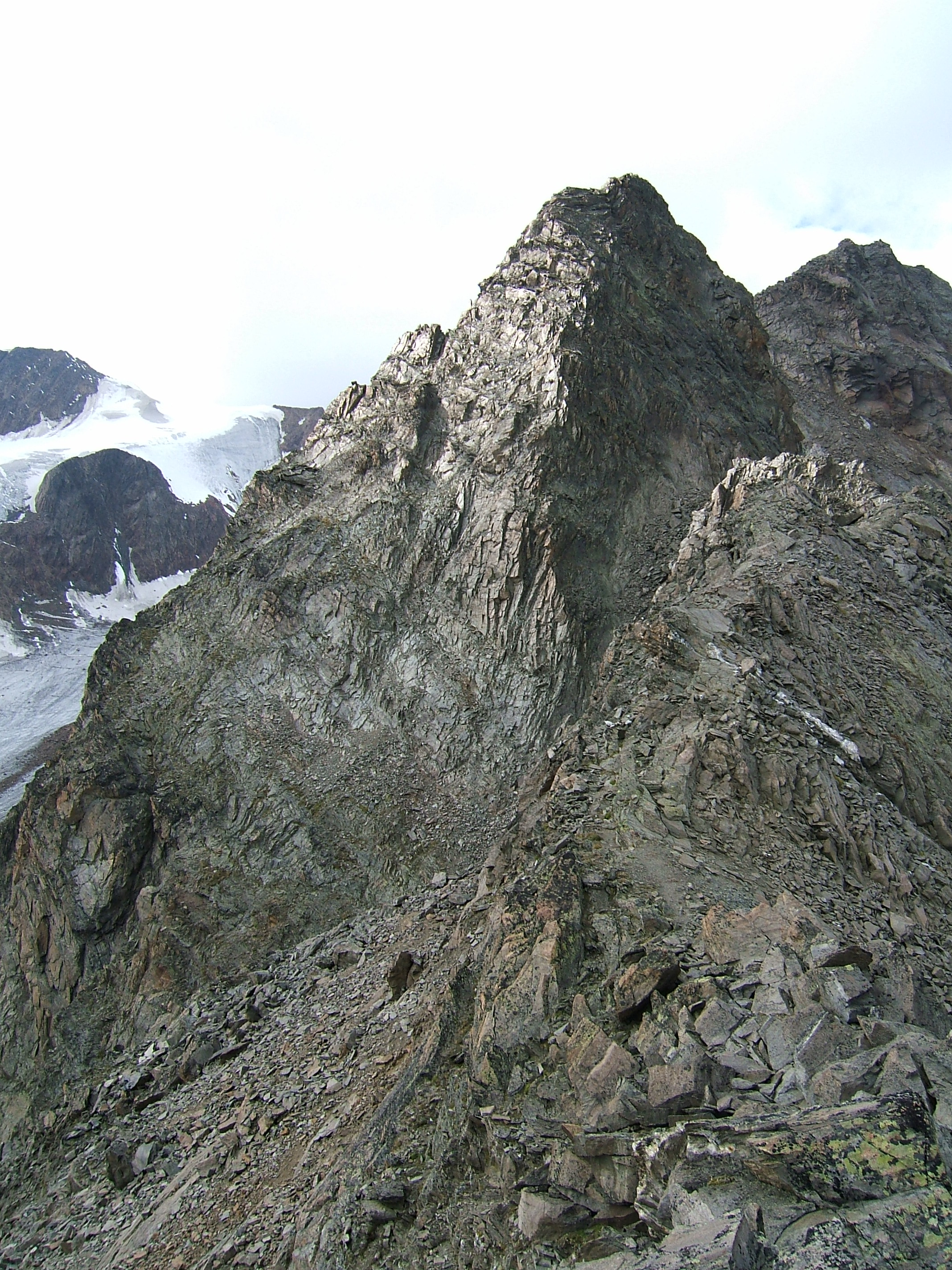

46°51′32″N 10°48′38″E / 46.85889°N 10.81056°E
後格拉斯爾峰（德語：Hintergraslspitzen），是奧地利的山峰，位於該國西部，由蒂羅爾州負責管轄，屬於奧茨塔爾阿爾卑斯山脈的一部分，距離弗盧赫特科格爾山1.1公里，海拔高度3,325米，人類在1888年首次登頂。